# Open di Francia 2024
L'Open di Francia 2024 (conosciuto anche come Roland Garros) è stato un torneo di tennis giocato sulla terra rossa. Si è trattato della 123ª edizione dell'Open di Francia, seconda prova del Grande Slam nel 2024. Si è disputato allo Stade Roland Garros di Parigi, in Francia, dal 26 maggio al 9 giugno 2024.

## Torneo

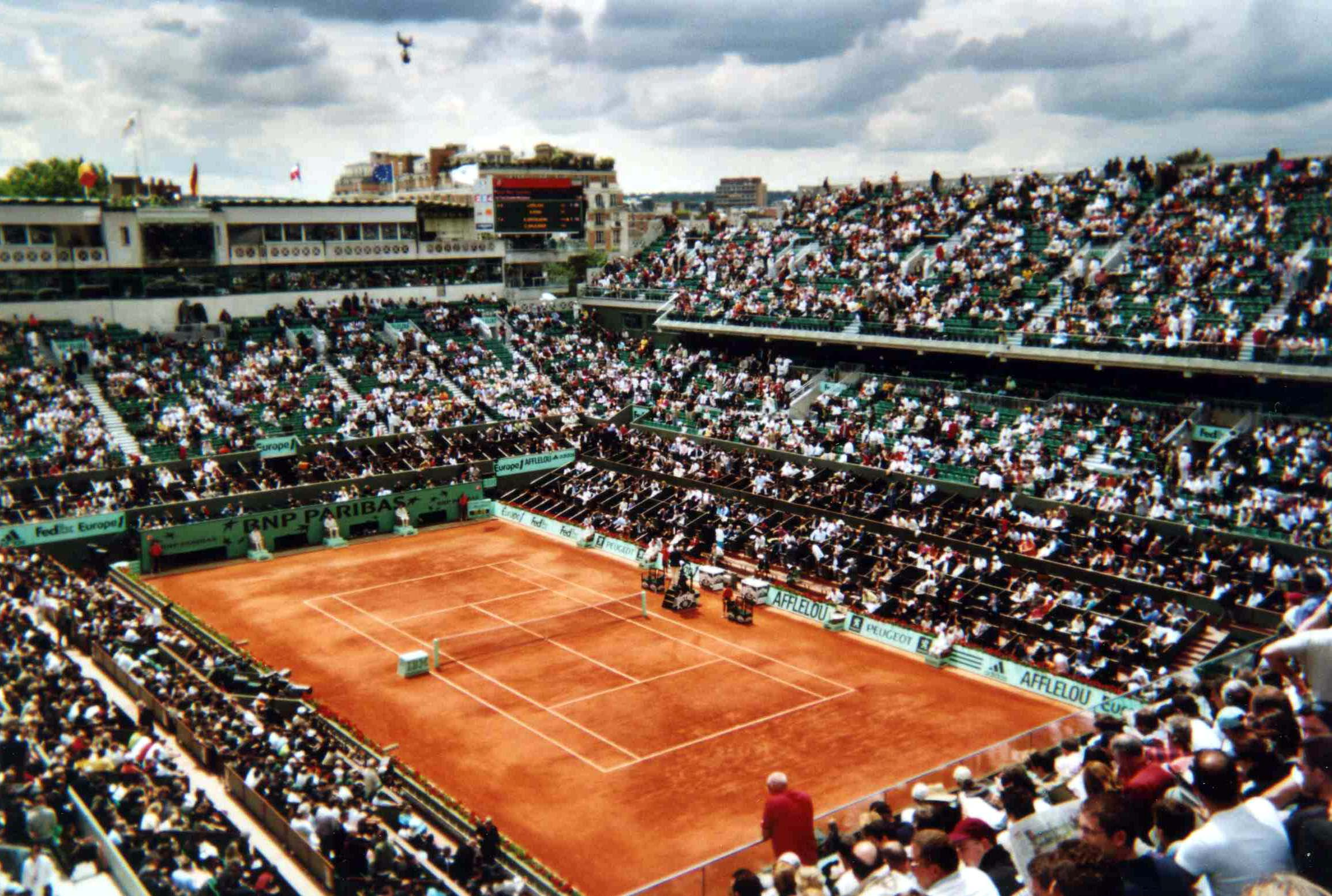
Il Philippe Chatrier dove si sono giocate le finali dell'Open di Francia

L'evento è stato organizzato dalla International Tennis Federation (ITF), e faceva parte dell'ATP Tour 2024 e del WTA Tour 2024 sotto la categoria Grande Slam. Il torneo comprendeva il singolare (maschile, femminile) e il doppio (maschile, femminile). Si disputavano anche i tornei di singolare e doppio per ragazze e ragazzi (giocatori under 18) e i tornei di singolare e doppio in carrozzina.
Il torneo si giocava su ventidue campi in terra rossa, inclusi i tre campi principali: Court Philippe Chatrier, Court Suzanne Lenglen e Court Simonne-Mathieu.

## Teste di serie nel singolare

### Singolare maschile
Le teste di serie maschili sono state assegnate il 20 maggio 2024. I ranking e i punteggi precedenti al torneo sono aggiornati al 27 maggio 2024.
| Tds | Rank | Giocatore               | Punteggio precedente | Punti da difendere 2023 | Punti conquistati | Nuovo punteggio | Situazione                                     |
| --- | ---- | ----------------------- | -------------------- | ----------------------- | ----------------- | --------------- | ---------------------------------------------- |
| 1   | 1    | Novak Đoković           | 9.960                | 2.000                   | 400               | 8.360           | Ritirato ai QF vs Casper Ruud [7]              |
| 2   | 2    | Jannik Sinner           | 8.770                | 45                      | 800               | 9.525           | Eliminato in SF da Carlos Alcaraz [3]          |
| 3   | 3    | Carlos Alcaraz          | 7.300                | 720                     | 2000              | 8.580           | Vittoria in finale contro Alexander Zverev [4] |
| 4   | 4    | Alexander Zverev        | 6.305                | 720                     | 1300              | 6.885           | Sconfitto in finale da Carlos Alcaraz [3]      |
| 5   | 5    | Daniil Medvedev         | 6.295                | 10                      | 200               | 6.485           | Eliminato al 4°T da Alex de Minaur [11]        |
| 6   | 6    | Andrej Rublëv           | 4.700                | 90                      | 100               | 4.710           | Eliminato al 3°T da Matteo Arnaldi             |
| 7   | 7    | Casper Ruud             | 4.425                | 1.200                   | 800               | 4.025           | Eliminato in SF da Alexander Zverev [4]        |
| 8   | 8    | Hubert Hurkacz          | 3.885                | 90                      | 200               | 3.995           | Eliminato al 4°T da Grigor Dimitrov [10]       |
| 9   | 9    | Stefanos Tsitsipas      | 3.700                | 360                     | 400               | 3.740           | Eliminato ai QF da Carlos Alcaraz [3]          |
| 10  | 10   | Grigor Dimitrov         | 3.555                | 180                     | 400               | 3.775           | Eliminato ai QF da Jannik Sinner [2]           |
| 11  | 11   | Alex de Minaur          | 3.490                | 45                      | 400               | 3.845           | Eliminato ai QF da Alexander Zverev [4]        |
| 12  | 12   | Taylor Fritz            | 2.980                | 90                      | 200               | 3.090           | Eliminato al 4°T vs Casper Ruud [7]            |
| 13  | 13   | Holger Rune             | 2.700                | 360                     | 200               | 2.540           | Eliminato al 4°T vs Alexander Zverev [4]       |
| 14  | 14   | Tommy Paul              | 2.655                | 45                      | 100               | 2.710           | Eliminato al 3°T vs Francisco Cerúndolo [23]   |
| 15  | 15   | Ben Shelton             | 2.500                | 10                      | 100               | 2.590           | Eliminato al 3°T vs Félix Auger-Aliassime [21] |
| 16  | 19   | Nicolás Jarry           | 2.075                | 180                     | 10                | 1.905           | Eliminato al 1°T da Corentin Moutet            |
| 17  | 16   | Ugo Humbert             | 2.285                | 45                      | 10                | 2.250           | Eliminato al 1°T da Lorenzo Sonego             |
| 18  | 18   | Karen Chačanov          | 2.090                | 360                     | 50                | 1.780           | Eliminato al 2°T da Jozef Kovalík (LL)         |
| 19  | 17   | Aleksandr Bublik        | 2.110                | 10                      | 50                | 2.150           | Eliminato al 2°T da Jan-Lennard Struff         |
| 20  | 20   | Sebastián Báez          | 1.990                | 10                      | 50                | 2.030           | Eliminato al 2°T da Sebastian Ofner            |
| 21  | 21   | Félix Auger-Aliassime   | 1.885                | 10                      | 200               | 2.075           | Eliminato al 4°T da Carlos Alcaraz [3]         |
| 22  | 22   | Adrian Mannarino        | 1.865                | 10                      | 10                | 1.865           | Eliminato al 1°T da Giulio Zeppieri (Q)        |
| 23  | 27   | Francisco Cerúndolo     | 1.590                | 180                     | 200               | 1.610           | Eliminato al 4°T vs Novak Đoković [1]          |
| 24  | 24   | Alejandro Tabilo        | 1.645                | 16                      | 10                | 1.639           | Eliminato al 1°T da Zizou Bergs (Q)            |
| 25  | 26   | Frances Tiafoe          | 1.630                | 90                      | 50                | 1.590           | Eliminato al 2°T da Denis Shapovalov (PR)      |
| 26  | 25   | Tallon Griekspoor       | 1.635                | 45                      | 100               | 1.690           | Eliminato al 3°T vs Alexander Zverev [4]       |
| 27  | 28   | Sebastian Korda         | 1.565                | 45                      | 100               | 1.620           | Eliminato al 3°T vs Carlos Alcaraz [3]         |
| 28  | 29   | Tomás Martín Etcheverry | 1.550                | 360                     | 100               | 1.290           | Eliminato al 3°T vs Casper Ruud [7]            |
| 29  | 38   | Arthur Fils             | 1.145                | 20                      | 10                | 1.155           | Eliminato al 1°T da Matteo Arnaldi             |
| 30  | 30   | Lorenzo Musetti         | 1.370                | 180                     | 100               | 1.290           | Eliminato al 3°T vs Novak Đoković [1]          |
| 31  | 31   | Mariano Navone          | 1.339                | (7)†                    | 50                | 1.382           | Eliminato al 2°T da Tomáš Macháč               |
| 32  | 33   | Cameron Norrie          | 1.230                | 90                      | 10                | 1.150           | Eliminato al 1°T da Pavel Kotov                |

† Il giocatore non si era qualificato al tabellone principale nel 2023. Difende invece punti di un evento dell'ATP Challenger Tour.

### Teste di serie ritirate
I seguenti giocatori sarebbero entrati in tabellone come teste di serie ma si sono ritirati prima del sorteggio.
| Rank | Giocatore    | Punteggio precedente | Punti da difendere | Nuovo punteggio | Motivo ritiro           |
| ---- | ------------ | -------------------- | ------------------ | --------------- | ----------------------- |
|      | Jiří Lehečka | 1.685                | 45+10†             | 1.630           | Infortunio alla schiena |

### Singolare femminile
Le teste di serie femminili sono state assegnate il 20 maggio 2024, seguendo la classifica WTA al 27 maggio 2024.
Nella tabella sottostante ranking e punteggio precedente al 27 maggio 2024.
| Tds | Rank | Giocatrice               | Punteggio precedente | Punti da difendere | Punti conquistati | Nuovo punteggio | Situazione                                     |
| --- | ---- | ------------------------ | -------------------- | ------------------ | ----------------- | --------------- | ---------------------------------------------- |
| 1   | 1    | Iga Świątek              | 11.695               | 2.000              | 2.000             | 11.695          | Vittoria in finale contro Jasmine Paolini [12] |
| 2   | 2    | Aryna Sabalenka          | 8.138                | 780                | 430               | 7.788           | Eliminata ai QF da Mirra Andreeva              |
| 3   | 3    | Coco Gauff               | 7.638                | 430                | 780               | 7.988           | Eliminata in SF da Iga Świątek [1]             |
| 4   | 4    | Elena Rybakina           | 5.673                | 130                | 430               | 5.973           | Eliminata ai QF da Jasmine Paolini [12]        |
| 5   | 6    | Markéta Vondroušová      | 4.143                | 70                 | 430               | 4.503           | Eliminata ai QF da Iga Świątek [1]             |
| 6   | 7    | Maria Sakkarī            | 3.980                | 10                 | 10                | 3.980           | Eliminata al 1°T da Varvara Gracheva           |
| 7   | 8    | Zheng Qinwen             | 3.945                | 70                 | 130               | 4.015           | Eliminata al 3°T vs Elina Avanesyan            |
| 8   | 9    | Ons Jabeur               | 3.748                | 430                | 430               | 3.748           | Eliminata ai QF da Coco Gauff [3]              |
| 9   | 11   | Jeļena Ostapenko         | 3.318                | 70                 | 70                | 3.318           | Eliminata al 2°T da Clara Tauson               |
| 10  | 13   | Dar'ja Kasatkina         | 3.258                | 240                | 70                | 3.088           | Eliminata al 2°T da Peyton Stearns             |
| 11  | 10   | Danielle Collins         | 3.472                | 10                 | 70                | 3.532           | Eliminata al 2°T da Olga Danilović (Q)         |
| 12  | 15   | Jasmine Paolini          | 2.898                | 70+95              | 1300+35           | 4.068           | Sconfitta in finale da Iga Świątek [1]         |
| 13  | 14   | Beatriz Haddad Maia      | 2.983                | 780                | 10                | 2.213           | Eliminata al 1°T da Elisabetta Cocciaretto     |
| 14  | 12   | Madison Keys             | 3.283                | 70                 | 130               | 3.353           | Eliminata al 3°T vs Emma Navarro [22]          |
| 15  | 19   | Elina Svitolina          | 2.290                | 430                | 240               | 2.100           | Eliminata al 4°T da Elena Rybakina [4]         |
| 16  | 18   | Ekaterina Aleksandrova   | 2.480                | 130                | 10                | 2.360           | Eliminata al 1°T da Viktorija Tomova           |
| 17  | 17   | Ljudmila Samsonova       | 2.625                | 70                 | 130               | 2.685           | Eliminata al 3°T da Elisabetta Cocciaretto     |
| 18  | 20   | Marta Kostjuk            | 2.180                | 10                 | 70                | 2.240           | Eliminata al 2°T da Donna Vekić                |
| 19  | 21   | Viktoryja Azaranka       | 2.174                | 10                 | 70                | 2.234           | Eliminata al 2°T da Mirra Andreeva             |
| 20  | 22   | Anastasija Pavljučenkova | 2.116                | 430                | 70                | 1.756           | Eliminata al 2°T da Ana Bogdan                 |
| 21  | 23   | Caroline Garcia          | 2.068                | 70                 | 70                | 2.068           | Eliminata al 2°T da Sofia Kenin                |
| 22  | 24   | Emma Navarro             | 2.068                | 70                 | 240               | 2.313           | Eliminata al 4°T da Aryna Sabalenka [2]        |
| 23  | 25   | Anna Kalinskaja          | 1.916                | 0                  | 70                | 1.986           | Eliminata al 2°T da Bianca Andreescu (PR)      |
| 24  | 26   | Barbora Krejčíková       | 1.768                | 10                 | 10                | 1.768           | Eliminata al 1°T da Viktorija Golubic          |
| 25  | 27   | Elise Mertens            | 1.739                | 240                | 130               | 1.629           | Eliminata al 3°T vs Elena Rybakina [4]         |
| 26  | 28   | Katie Boulter            | 1.730                | 20+50              | 10+1              | 1.671           | Eliminata al 1°T da Paula Badosa               |
| 27  | 29   | Linda Nosková            | 1.714                | 70+29              | 70+25             | 1.710           | Eliminata al 2°T da Irina-Camelia Begu (PR)    |
| 28  | 30   | Sorana Cîrstea           | 1.704                | 10                 | 10                | 1.704           | Eliminata al 1°T da Anna Blinkova              |
| 29  | 31   | Veronika Kudermetova     | 1.623                | 10                 | 10                | 1.623           | Eliminata al 1°T da Marie Bouzková             |
| 30  | 32   | Dajana Jastrems'ka       | 1.622                | 40                 | 130               | 1.712           | Eliminata al 3°T da Coco Gauff [3]             |
| 31  | 34   | Leylah Fernandez         | 1.570                | 70                 | 130               | 1.630           | Eliminata al 3°T vs Ons Jabeur [8]             |
| 32  | 33   | Kateřina Siniaková       | 1.560                | 10                 | 70                | 1.620           | Eliminata al 2°T da Chloé Paquet (WC)          |
| N/A | 38   | Mirra Andreeva           | 1.407                | 130                | 780               | 2.057           | Eliminata in SF da Jasmine Paolini [12]        |

### Teste di serie ritirate
I seguenti giocatori sarebbero entrati in tabellone come teste di serie ma si sono ritirati prima del sorteggio.
| Rank | Giocatore        | Punteggio precedente | Punti da difendere | Nuovo punteggio | Motivo ritiro       |
| ---- | ---------------- | -------------------- | ------------------ | --------------- | ------------------- |
| 5    | Jessica Pegula   | 4.550                | 130                | 4.420           | Infortunata         |
|      | Karolína Muchová | 2.810                | 1.300              | 1.510           | Infortunio al polso |

## Teste di serie nel doppio
| Legenda colori          |
| Vincitori               |
| Finalisti               |
| Semifinalisti           |
| Quarti di finale        |
| Eliminati al 1T, 2T, 3T |

### Doppio maschile
| Team              | Team                   | Rank* | Tds |
| ----------------- | ---------------------- | ----- | --- |
| Marcel Granollers | Horacio Zeballos       | 2     | 1   |
| Rohan Bopanna     | Matthew Ebden          | 7     | 2   |
| Rajeev Ram        | Joe Salisbury          | 11    | 3   |
| Ivan Dodig        | Austin Krajicek        | 15    | 4   |
| Santiago González | Édouard Roger-Vasselin | 23    | 5   |
| Kevin Krawietz    | Tim Pütz               | 28    | 6   |
| Wesley Koolhof    | Nikola Mektić          | 31    | 7   |
| Máximo González   | Andrés Molteni         | 33    | 8   |
| Marcelo Arévalo   | Mate Pavić             | 36    | 9   |
| Sander Gillé      | Joran Vliegen          | 36    | 10  |
| Simone Bolelli    | Andrea Vavassori       | 41    | 11  |
| Andreas Mies      | Neal Skupski           | 50    | 12  |
| Jamie Murray      | Michael Venus          | 51    | 13  |
| Nathaniel Lammons | Jackson Withrow        | 55    | 14  |
| Hugo Nys          | Jan Zieliński          | 59    | 15  |
| Sadio Doumbia     | Fabien Reboul          | 55    | 16  |

* Ranking al 20 maggio 2024

### Doppio femminile
| Team                     | Team                  | Rank* | Tds |
| ------------------------ | --------------------- | ----- | --- |
| Hsieh Su-wei             | Elise Mertens         | 3     | 1   |
| Nicole Melichar-Martinez | Ellen Perez           | 14    | 2   |
| Demi Schuurs             | Luisa Stefani         | 23    | 3   |
| Barbora Krejčíková       | Laura Siegemund       | 31    | 4   |
| Coco Gauff               | Kateřina Siniaková    | 32    | 5   |
| Ljudmyla Kičenok         | Jeļena Ostapenko      | 33    | 6   |
| Marie Bouzková           | Sara Sorribes Tormo   | 36    | 7   |
| Caroline Dolehide        | Desirae Krawczyk      | 36    | 8   |
| Leylah Fernandez         | Erin Routliffe        | 37    | 9   |
| Ena Shibahara            | Wang Xinyu            | 42    | 10  |
| Sara Errani              | Jasmine Paolini       | 52    | 11  |
| Chan Hao-ching           | Veronika Kudermetova  | 62    | 12  |
| Ulrikke Eikeri           | Ingrid Neel           | 68    | 13  |
| Sofia Kenin              | Bethanie Mattek-Sands | 71    | 14  |
| Asia Muhammad            | Aldila Sutjiadi       | 74    | 15  |
| Miyu Katō                | Nadiia Kičenok        | 80    | 16  |

* Ranking al 20 maggio 2024

## Wildcard
Ai seguenti giocatori è stata assegnata una wildcard per accedere al tabellone principale.

### Singolare maschile
- Térence Atmane
- Richard Gasquet
- Pierre-Hugues Herbert
- Harold Mayot
- Nicolas Moreno de Alboran
- Giovanni Mpetshi Perricard
- Alexandre Müller
- Adam Walton

### Singolare femminile
- Alizé Cornet
- Fiona Ferro
- Elsa Jacquemot
- Kristina Mladenovic
- Chloé Paquet
- Jessika Ponchet
- Ajla Tomljanović
- Sachia Vickery

### Doppio femminile
- Clara Burel /  Chloé Paquet
- Estelle Cascino /  Carole Monnet
- Alizé Cornet /  Fiona Ferro
- Émeline Dartron /  Tiantsoa Rakotomanga Rajaonah
- Varvara Gracheva /  Elixane Lechemia
- Elsa Jacquemot /  Harmony Tan
- Léolia Jeanjean /  Jessika Ponchet

### Doppio misto
- Tessah Andrianjafitrimo /  Ugo Humbert
- Paula Badosa /  Stefanos Tsitsipas
- Clara Burel /  Hugo Gaston
- Alizé Cornet /  Nicolas Mahut
- Fiona Ferro /  Pierre-Hugues Herbert
- Elixane Lechemia /  Albano Olivetti
- Chloé Paquet /  Grégoire Barrère
- Diane Parry /  Harold Mayot

## Qualificazioni
Le qualificazioni per i tabelloni principali si sono disputate dal 20 al 24 maggio.

### Singolare maschile
1. Grégoire Barrère
2. Mattia Bellucci
3. Zizou Bergs
4. Román Andrés Burruchaga
5. Jesper de Jong
6. Gabriel Diallo
7. Gustavo Heide
8. Michail Kukušhkin
9. Hamad Međedović
10. Felipe Meligeni Alves
11. Filip Misolic
12. Shintaro Mochizuki
13. Thiago Monteiro
14. Henri Squire
15. Valentin Vacherot
16. Giulio Zeppieri

#### Lucky losers
1. Otto Virtanen
2. Jozef Kovalík
3. Jeffrey John Wolf

### Singolare femminile
1. Julija Avdeeva
2. Irene Burillo Escorihuela
3. Lucija Ćirić Bagarić
4. Olga Danilović
5. Sara Errani
6. Léolia Jeanjean
7. Eva Lys
8. Jule Niemeier
9. Laura Pigossi
10. Julia Riera
11. Zeynep Sönmez
12. Rebecca Šramková
13. Julija Starodubceva
14. Moyuka Uchijima
15. Katie Volynets
16. Tamara Zidanšek

#### Lucky losers
1. Hailey Baptiste
2. Jana Fett
3. Dalma Gálfi
4. Panna Udvardy

## Ranking protetto

### Singolare maschile
- Rafael Nadal (9)
- Pablo Carreño Busta (18)
- Denis Shapovalov (27)
- Kei Nishikori (48)
- Kwon Soon-woo (80)

### Singolare femminile
- Angelique Kerber (31)
- Naomi Ōsaka (46)
- Irina-Camelia Begu (49)
- Amanda Anisimova (61)
- Bianca Andreescu (64)
- Alison Van Uytvanck (97)
- Aleksandra Krunić (99)

### Doppio maschile
- Dustin Brown /  Frances Tiafoe
- Pablo Carreño Busta /  Sergio Martos Gornés
- Marcus Daniell /  Mackenzie McDonald
- Thanasi Kokkinakis /  Denis Shapovalov
- Adrian Mannarino /  Fabrice Martin

### Doppio femminile
- Anna Kalinskaja /  Elena Vesnina
- Daria Saville /  Ajla Tomljanović

### Doppio misto
- Zhang Shuai /  Marcelo Arévalo

## Ritiri

### Prima del torneo
I seguenti giocatori sono stati ammessi di diritto nel tabellone principale, ma si sono ritirati a causa di infortuni o altri motivi, e sono stati sostituiti da tennisti iscritti al torneo seguendo l'ordine della classifica. Quei giocatori ritiratosi dopo il sorteggio dei tabelloni ma prima del loro incontro di primo turno sono stati sostituiti da lucky loser.

#### Singolare maschile
- Marin Čilić (21 PR) → sostituito da  Luca Van Assche (99)
- Facundo Díaz Acosta (53) → sostituito da  David Goffin (100)
- Jiří Lehečka (29) → sostituito da  Maximilian Marterer (101)
- Matteo Berrettini (98) → sostituito da  Jozef Kovalík (LL)
- Jakub Menšík (74) → sostituito da  Jeffrey John Wolf (LL)
- Christopher O'Connell (58) → sostituito da  Otto Virtanen (LL)

#### Singolare femminile
- Karolína Muchová (12) → sostituita da  Jodie Burrage (98)
- Petra Kvitová (58) → sostituita da  Emina Bektas (99)
- Belinda Bencic (91) → sostituita da  Aleksandra Krunić (99 SR)
- Yanina Wickmayer (89) → sostituita da  Ėrika Andreeva (100)
- Julia Grabher (73 SR) → sostituita da  Renata Zarazúa (101)
- Jessica Pegula (5) → sostituita da  Dalma Gálfi
- Jodie Burrage (98) → sostituita da  Jana Fett
- Taylor Townsend (57) → sostituita da  Panna Udvardy
- Océane Dodin (76) → sostituita da  Hailey Baptiste

Doppio femminile
- Kateřina Siniaková /  Taylor Townsend → sostituite da  Coco Gauff /  Kateřina Siniaková
- Océane Dodin /  Tatjana Maria → sostituite da  Miriam Kolodziejová /  Anna Sisková
- Caroline Garcia /  Kristina Mladenovic → sostituite da  Tamara Korpatsch /  Lidzija Marozava
- Demi Schuurs /  Luisa Stefani → sostituite da  Nao Hibino /  Katarzyna Kawa
- Elisabetta Cocciaretto /  Martina Trevisan → sostituite da  Amina Anšba /  Anastasia Dețiuc

### Doppio misto
- Demi Schuurs /  Wesley Koolhof → sostituiti da  Aldila Sutjiadi /  Jackson Withrow
- Luisa Stefani /  Rafael Matos → sostituiti da  Shūko Aoyama /  Gonzalo Escobar
- Giuliana Olmos /  Santiago González → sostituiti da  Asia Muhammad /  Ariel Behar

## Tennisti partecipanti ai singolari
- Singolare maschile

| Campione                   | Campione                        | Finalista                   | Finalista                    |
| -------------------------- | ------------------------------- | --------------------------- | ---------------------------- |
| Carlos Alcaraz [3]         | Carlos Alcaraz [3]              | Alexander Zverev [4]        | Alexander Zverev [4]         |
| Semifinalisti              |                                 |                             |                              |
| Casper Ruud [7]            | Casper Ruud [7]                 | Jannik Sinner [2]           | Jannik Sinner [2]            |
| Eliminati ai quarti        |                                 |                             |                              |
| Novak Đoković [1]          | Alex de Minaur [11]             | Stefanos Tsitsipas [9]      | Grigor Dimitrov [10]         |
| Eliminati al 4º turno      |                                 |                             |                              |
| Francisco Cerúndolo [23]   | Taylor Fritz [12]               | Holger Rune [13]            | Daniil Medvedev [5]          |
| Matteo Arnaldi             | Félix Auger-Aliassime [21]      | Hubert Hurkacz [8]          | Corentin Moutet              |
| Eliminati al 3º turno      |                                 |                             |                              |
| Lorenzo Musetti [30]       | Tommy Paul [14]                 | Thanasi Kokkinakis          | Tomás Martín Etcheverry [28] |
| Tallon Griekspoor [26]     | Jozef Kovalík [LL]              | Jan-Lennard Struff          | Tomáš Macháč                 |
| Andrej Rublëv [6]          | Zhang Zhizhen                   | Ben Shelton [15]            | Sebastian Korda [27]         |
| Denis Shapovalov [PR]      | Zizou Bergs [Q]                 | Sebastian Ofner             | Pavel Kotov                  |
| Eliminati al 2º turno      |                                 |                             |                              |
| Roberto Carballés Baena    | Gaël Monfils                    | Filip Misolic [Q]           | Fabio Fognini                |
| Dušan Lajović              | Giulio Zeppieri [Q]             | Arthur Rinderknech          | Alejandro Davidovich Fokina  |
| David Goffin               | Luciano Darderi                 | Karen Chačanov [18]         | Flavio Cobolli               |
| Jaume Munar                | Aleksandr Bublik [19]           | Mariano Navone [31]         | Miomir Kecmanović            |
| Pedro Martínez             | Alexandre Müller [WC]           | Lorenzo Sonego              | Daniel Altmaier              |
| Kei Nishikori [PR]         | Henri Squire [Q]                | Kwon Soon-woo [PR]          | Jesper De Jong [Q]           |
| Brandon Nakashima          | Frances Tiafoe [25]             | Maximilian Marterer         | Fábián Marozsán              |
| Aleksandr Ševčenko         | Sebastián Báez [20]             | Stan Wawrinka               | Richard Gasquet [WC]         |
| Eliminati al 1º turno      |                                 |                             |                              |
| Pierre-Hugues Herbert [WC] | Constant Lestienne              | Thiago Seyboth Wild         | Daniel Elahi Galán           |
| Yannick Hanfmann           | Otto Virtanen [LL]              | Botic van de Zandschulp     | Pedro Cachín                 |
| Federico Coria             | Roman Safiullin                 | Alexei Popyrin              | Adrian Mannarino [22]        |
| Arthur Cazaux              | Adam Walton [WC]                | Valentin Vacherot [Q]       | Felipe Meligeni Alves [Q]    |
| Rafael Nadal [PR]          | Giovanni Mpetshi Perricard [WC] | Rinky Hijikata              | Mackenzie McDonald           |
| Sumit Nagal                | Marcos Giron                    | Hamad Međedović [Q]         | Daniel Evans                 |
| Alex Michelsen             | Roberto Bautista Agut           | Román Andrés Burruchaga [Q] | Grégoire Barrère [Q]         |
| Pablo Carreño Busta [PR]   | Nuno Borges                     | Thiago Monteiro [Q]         | Dominik Koepfer              |
| Tarō Daniel                | Thiago Agustín Tirante          | Luca Nardi                  | Arthur Fils [29]             |
| Ugo Humbert [17]           | Aleksandar Vukic                | Laslo Đere                  | Márton Fucsovics             |
| Hugo Gaston                | Gabriel Diallo [Q]              | Max Purcell                 | Yoshihito Nishioka           |
| Harold Mayot [WC]          | Emil Ruusuvuori                 | Jack Draper                 | Jeffrey John Wolf [LL]       |
| Shintaro Mochizuki [Q]     | Nicolas Moreno de Alboran [WC]  | Luca Van Assche             | Mattia Bellucci [Q]          |
| Alejandro Tabilo [24]      | Jordan Thompson                 | Michail Kukuškin [Q]        | Aleksandar Kovacevic         |
| Nicolás Jarry [16]         | Aslan Karacev                   | Térence Atmane [WC]         | Gustavo Heide [Q]            |
| Cameron Norrie [32]        | Andy Murray                     | Borna Ćorić                 | Christopher Eubanks          |

- Singolare femminile

| Campionessa             | Campionessa                   | Finalista                     | Finalista                  |
| ----------------------- | ----------------------------- | ----------------------------- | -------------------------- |
| Iga Świątek [1]         | Iga Świątek [1]               | Jasmine Paolini [12]          | Jasmine Paolini [12]       |
| Semifinaliste           |                               |                               |                            |
| Coco Gauff [3]          | Coco Gauff [3]                | Mirra Andreeva                | Mirra Andreeva             |
| Eliminate ai quarti     |                               |                               |                            |
| Markéta Vondroušová [5] | Ons Jabeur [8]                | Elena Rybakina [4]            | Aryna Sabalenka [2]        |
| Eliminate al 4º turno   |                               |                               |                            |
| Anastasia Potapova      | Olga Danilović (Q)            | Elisabetta Cocciaretto        | Clara Tauson               |
| Elina Avanesyan         | Elina Svitolina [15]          | Varvara Gracheva              | Emma Navarro [22]          |
| Eliminate al 3º turno   |                               |                               |                            |
| Marie Bouzková          | Wang Xinyu                    | Donna Vekić                   | Chloé Paquet (WC)          |
| Dayana Yastremska [30]  | Ljudmila Samsonova [17]       | Sofia Kenin                   | Leylah Fernandez [31]      |
| Qinwen Zheng [7]        | Bianca Andreescu (PR)         | Ana Bogdan                    | Elise Mertens [25]         |
| Irina-Camelia Begu      | Peyton Stearns                | Madison Keys [14]             | Paula Badosa               |
| Eliminate al 2º turno   |                               |                               |                            |
| Naomi Ōsaka (PR)        | Jana Fett (LL)                | Viktorija Golubic             | Viktoriya Tomova           |
| Danielle Collins [11]   | Marta Kostyuk [18]            | Kateřina Siniaková [32]       | Katie Volynets (Q)         |
| Tamara Zidanšek (Q)     | Wang Yafan                    | Amanda Anisimova              | Cristina Bucșa             |
| Jeļena Ostapenko [9]    | Caroline Garcia [21]          | Wang Xiyu                     | Camila Osorio              |
| Tamara Korpatsch        | Anna Blinkova                 | Anna Kalinskaya [23]          | Hailey Baptiste (LL)       |
| Diane Parry             | Anastasia Pavlyuchenkova [20] | Petra Martić                  | Arantxa Rus                |
| Bernarda Pera           | Linda Nosková [27]            | Victoria Azarenka [19]        | Daria Kasatkina [10]       |
| Mayar Sherif            | Sara Errani (Q)               | Yulia Putintseva              | Moyuka Uchijima (Q)        |
| Eliminate al 1º turno   |                               |                               |                            |
| Léolia Jeanjean (Q)     | Lucia Bronzetti               | Jéssica Bouzas Maneiro        | Veronika Kudermetova       |
| Barbora Krejčíková [24] | Kamilla Rachimova             | Jule Niemeier (Q)             | Ekaterina Alexandrova [16] |
| Caroline Dolehide       | Martina Trevisan              | Lesia Tsurenko                | Laura Pigossi (Q)          |
| Dalma Gálfi (LL)        | Diana Shnaider                | Aleksandra Krunić (PR)        | Rebeka Masarova            |
| Julia Avdeeva (Q)       | Alison Van Uytvanck           | Maria Timofeeva               | Ajla Tomljanović (WC)      |
| Magda Linette           | Rebecca Šramková (Q)          | Julija Starodubceva (Q)       | Beatriz Haddad Maia [13]   |
| Jaqueline Cristian      | Tatjana Maria                 | Laura Siegemund               | Eva Lys (Q)                |
| Jessika Ponchet (WC)    | Bai Zhuoxuan                  | Anhelina Kalinina             | Sachia Vickery (WC)        |
| Alizé Cornet (WC)       | Ashlyn Krueger                | Lin Zhu                       | Sorana Cîrstea [28]        |
| Clara Burel             | Sara Sorribes Tormo           | Kayla Day                     | Daria Saville              |
| Karolína Plíšková       | Fiona Ferro (WC)              | Elsa Jacquemot (WC)           | Panna Udvardy (LL)         |
| María Carlé             | Kristina Mladenovic (WC)      | Angelique Kerber (PR)         | Greet Minnen               |
| Maria Sakkari [6]       | Nao Hibino                    | Julia Riera (Q)               | Harriet Dart               |
| Nadia Podoroska         | Emina Bektas                  | Lucija Ćirić Bagarić (Q)      | Magdalena Fręch            |
| Renata Zarazúa          | Yuan Yue                      | Anna Karolína Schmiedlová     | Zeynep Sönmez (Q)          |
| Katie Boulter [26]      | Sloane Stephens               | Irene Burillo Escorihuela (Q) | Erika Andreeva             |

## Campioni

### Senior

#### Singolare maschile
Carlos Alcaraz ha sconfitto in finale  Alexander Zverev con il punteggio di 6–3, 2–6, 5–7, 6–1, 6–2.
• È il quattordicesimo titolo in carriera per Alcaraz, il secondo in stagione e il terzo in un Major.

#### Singolare femminile
Iga Świątek ha riconfermato il titolo sconfiggendo in finale  Jasmine Paolini con il punteggio di 6–2, 6–1.

#### Doppio maschile
Marcelo Arévalo /  Mate Pavić hanno sconfitto in finale  Simone Bolelli /  Andrea Vavassori con il punteggio di 7–5, 6–3.

#### Doppio femminile
Coco Gauff /  Kateřina Siniaková hanno sconfitto in finale  Sara Errani /  Jasmine Paolini con il punteggio di 7–6(5), 6–3.

#### Doppio misto
Laura Siegemund /  Édouard Roger-Vasselin hanno sconfitto in finale  Desirae Krawczyk /  Neal Skupski con il punteggio di 6–4, 7–5.

### Junior

#### Singolare ragazzi
Kaylan Bigun ha sconfitto in finale  Tomasz Berkieta con il punteggio di 4–6, 6–3, 6–3.

#### Singolare ragazze
Tereza Valentová ha sconfitto in finale  Laura Samson con il punteggio di 6–3, 7–6(0).

#### Doppio ragazzi
Nicolai Budkov Kjær /  Joel Schwärzler hanno sconfitto in finale  Federico Cinà /  Rei Sakamoto con il punteggio di 6–4, 7–6(3).

#### Doppio ragazze
Renáta Jamrichová /  Tereza Valentová hanno sconfitto in finale  Tyra Caterina Grant /  Iva Jovic con il punteggio di 6–4, 6–4.

### Tennisti in carrozzina

#### Singolare maschile carrozzina
Tokito Oda ha riconfermato il titolo sconfiggendo in finale  Gustavo Fernández con il punteggio di 7–5, 6–3.

#### Singolare femminile carrozzina
Diede de Groot ha riconfermato il titolo sconfiggendo in finale  Zhu Zhenzhen con il punteggio di 4–6, 6–2, 6–3.

#### Quad singolare
Guy Sasson ha sconfitto in finale  Sam Schröder con il punteggio di 6–2, 3–6, 7–6(7).

#### Doppio maschile carrozzina
Alfie Hewett /  Gordon Reid hanno riconfermato il titolo sconfiggendo in finale  Takuya Miki /  Tokito Oda con il punteggio di 6–1, 6–4.

#### Doppio femminile carrozzina
Diede de Groot /  Aniek van Koot hanno sconfitto in finale  Yui Kamiji /  Kgothatso Montjane con il punteggio di 6(6)–7, 7–6(2), [10–4].

#### Quad doppio
Sam Schröder /  Niels Vink hanno sconfitto in finale  Andy Lapthorne /  Guy Sasson con il punteggio di 7–6(9), 6–1.

## Punti

### Distribuzione dei punti
Di seguito le tabelle per ciascuna competizione, che mostrano i punti validi per il ranking per ogni evento.

#### Tornei uomini e donne
| Evento              | V    | F    | SF  | QF  | 4T  | 3T  | 2T | 1T   | Q    | Q3   | Q2   | Q1   |
| Singolare maschile  | 2000 | 1300 | 800 | 400 | 200 | 100 | 50 | 10   | 30   | 16   | 8    | 0    |
| Doppio maschile     | 2000 | 1200 | 720 | 360 | 180 | 90  | 0  | N.D. | N.D. | N.D. | N.D. | N.D. |
| Singolare femminile | 2000 | 1300 | 780 | 430 | 240 | 130 | 70 | 10   | 40   | 30   | 20   | 2    |
| Doppio femminile    | 2000 | 1300 | 780 | 430 | 240 | 130 | 10 | N.D. | N.D. | N.D. | N.D. | N.D. |

#### Carrozzina
| Evento         | V   | F   | SF   | QF   |
| Singolare      | 800 | 500 | 375  | 100  |
| Doppio         | 800 | 500 | 100  | N.D. |
| Quad Singolare | 800 | 500 | 100  | N.D. |
| Quad Doppio    | 800 | 100 | N.D. | N.D. |

#### Junior
| Evento            | V    | F   | SF  | QF  | 2T  | 1T   | Q    | Q3   |
| Singolare ragazzi | 1000 | 600 | 370 | 200 | 100 | 45   | 30   | 20   |
| Singolare ragazze | 1000 | 600 | 370 | 200 | 100 | 45   | 30   | 20   |
| Doppio ragazzi    | 750  | 450 | 275 | 150 | 75  | N.D. | N.D. | N.D. |
| Doppio ragazze    | 750  | 450 | 275 | 150 | 75  | N.D. | N.D. | N.D. |

## Montepremi
| Evento               | V          | F          | SF       | QF       | 4T       | 3T       | 2T       | 1T      | Q3      | Q2      | Q1      |
| Singolare            | €2,400,000 | €1,200,000 | €650,000 | €415,000 | €250,000 | €158,000 | €110,000 | €73,000 | €41,000 | €28,000 | €20,000 |
| Doppio *             | €590,000   | €295,000   | €148,000 | €80,000  | €43,500  | €27,500  | €17,500  | N.D.    | N.D.    | N.D.    | N.D.    |
| Doppio misto *       | €122,000   | €61,000    | €31,000  | €17,500  | €10,000  | €5,000   | N.D.     | N.D.    | N.D.    | N.D.    | N.D.    |
| Carrozzina Singolare | €62,000    | €31,000    | €20,000  | €12,000  | €8,500   | N.D.     | N.D.     | N.D.    | N.D.    | N.D.    | N.D.    |
| Carrozzina Doppio *  | €21,000    | €11,000    | €8,000   | €5,000   | N.D.     | N.D.     | N.D.     | N.D.    | N.D.    | N.D.    | N.D.    |
| Quad Singolare       | €62,000    | €31,000    | €20,000  | €12,000  | N.D.     | N.D.     | N.D.     | N.D.    | N.D.    | N.D.    | N.D.    |
| Quad Doppio *        | €21,000    | €11,000    | €8,000   | N.D.     | N.D.     | N.D.     | N.D.     | N.D.    | N.D.    | N.D.    | N.D.    |

* per team